# 杜蒙特
杜蒙特是巴西圣保罗州的一个市镇。总面积110.866平方公里，总人口7288人，人口密度65.7人/平方公里。